# جیمی گومز ولاسکوئز
جیمی گومز ولاسکوئز (متولد ۲۰ اکتبر ۱۹۵۰ شهر بوگوتا-او در ۲۱ مارس ۲۰۰۶ ناپدید شد، سپس در ۲۳ آوریل ۲۰۰۶ جسدش دریافت گردید و مرگ او به‌طور قانونی اعلام شد) عضو سندیکا، مورخ، دانشمند علوم سیاسی و اهل کلمبیا بود. او رئیس سابق سنتراتیلی‌فونوس- اتحادیه کارگری، کارگران مخابرات در بوگوتا بود. جیمی گومز هم‌چنین عضو شورای بوگوتا، استاد دانشگاه و مشاور حرکت‌های اجتماعی بود. او هنگامی که عضوی تیم کاری «پیداد کوردوبا رویز»، سناتور سابق کلمبیایی بود، در سال ۲۰۰۶ میلادی به مدت ۳۴ روز ناپدید شد و سپس شکنجه و به قتل رسید. هرچند گفته می‌شود که شبه‌نظامیان و مأموران دولت کلمبیا در این قتل دست داشتند اما تحقیقات تنها جزئیات حول قتل را پس از ناپدیدشدن ولاسکوئز توانستند اثبات کنند.

## دوران طفولیت و فعالیت‌های اولیه سیاسی
جیمی انریکه در سال ۱۹۵۰ در یک خانواده بزرگ در شهر بوگوتا چشم به جهان گشود. او اولین فرزند از هشت فرزند آناالویا و لویس انریکه (والدین او) بود. جیمی در قریه کِنِدی، جنوب غربی شهر بوگوتا بزرگ شد؛ جاییکه متعاقباً به سنگر سیاسی او مبدل گشت.
او در سال ۱۹۶۹ و در سن ۱۹ سالگی به عنوان کارگر از سوی شرکت مخابراتی بوگوتا استخدام گردید. ارتباط و کار روزانه با دوستانش (یا افراد بی‌طرف، همکاران) او را به عمق مشکلات کارگران و سایر کارمندان نزدیک کرد و باعث شد، تا با سنتراتیلی‌فونوس- اتحادیه کارگری- رابطه خود را مستحکم نماید؛ اتحادیه‌ای که فعالیت و عملکردش توسط شبه‌نظامیان احزاب سنتی، تا آن زمان اساساً از سوی حزب محافظه‌کار کلمبیا، کنترل و نظارت می‌شد.
همین بود، که گومز ولاسکوئز به عنوان عضوی این سازمان در تلاش تفوق طلبی و برتری‌جویی شد و می‌کوشید معیاری سیاسی را خلق کند، که باعث شود او به منتقدان چپ علیه جبهه ملی بپیوندد؛ تجربهٔ محافظه کار لیبرال دو حزبی که رقابت سیاسی را لغو کرد و محرومیت سایر سکتورها را مشروعیت بخشید.
سپس، جیمی گومز در تناسب با موقف سیاسی خود، عضویت جنبش مستقل انقلاب کارگری- حزب چپ مائوئیست- را کسب کرد و به مثابه فعال این جنبش قدعلم نمود؛ جنبشِ که در آن زمان از تشکیلات قوی و کثرت اعضاء برخوردار بود و روی بخش‌های اساسی جامعه، تشکل‌های مردمی، سازمان‌ها و اتحادیه‌های مردمی نفوذ قوی داشت.

## فعال، مذاکره‌کننده و رهبر کارگران
پس از این‌که نفوذ سیاسی او تحکیم یافت، گومز توانست سکتورهای مختلف و انشعاب‌گرا را متحد سازد و اتحادیه را به‌صورت جمعی به خیابان‌ها و جاده‌ها کشانید. در جریان ماه اوت و سپتامبر، قبل از اعتصاب مدنی سال ۱۹۷۷، گومز اتحادیه کارگری سنتراتیلی‌فونوس را به عنوان یک اتحادیه مستقل (که به هیچ‌یک از چهار مرکز کارگری وابسته نبود) رهبری کرد تا اعتصاب نمایند. همین بود، که او توانست میان ۱۴ و ۲۰ سپتامبر سال ۱۹۷۷ جمعیتی بیشر از ۵ هزار نفر را گردهم آورده تا برای توقف فعالیت‌ها صدایشان را بلند کرده و راهپیمایی‌هایی را براه انداخته که هممانند سیلاب در جاده‌های شهر بچشم می‌خوردند.
پس از موفقیت در بسیج‌سازی مردم، جیمی گومز در سال ۱۹۷۹ در انتخابات درون سازمانی که بیشتر رأی دهندگان را در تاریخ خود ثبت کرد، به عنوان رئیس اتحادیه سنتراتیلی‌فونوس انتخاب شد. او در این مقام چندین دوره ایفای وظیفه کرد و توانست اتحادیه را به‌صورت کلی متحول کند. گومز تغییر اساسی را روی استراتژی و مواضع سیاسی خود ایجاد کرد.
پس از گذشت بیشتر از یک دهه و ظهور اتحادیه‌های کارگری به عنوان جنبش‌های اجتماعی در قرن بیستم، جیمی رهبر و مذاکره‌کننده، روی موضوعات کنوانسیون‌های جمعی بود و بدین طریق شرکت را وارد مذکره با اتحادیه نمود. او بیشتر اوقات در شرایط و محیط نامناسب و سرکوب‌کننده آن زمان و همچنین همکاران اتحادیه‌اش در شرکت قنادی بوگوتا، شرکت انرژی، بانک زراعتی کلمبیا یا شرکت مخابراتی کلمبیا و سایر شرکت‌ها مورد تهدید، ارعاب، آزار و اذیت قرار گرفتند.

## استعفاء و ایجاد کنفدراسیون کارگران متحد
گومز در سال ۱۹۸۱ همراه با گروهِ عمدهٔ از رهبران جنبش کارگری و سندیکایی، طی بحث‌ها و گفت‌گوهای شدید، تصمیم گرفت از عضویت جنبش مستقل انقلاب کارگری کنار برود و به‌صورت فعالانه در یک اتحادیه بزرگ‌تر بپیوندد. او در ماه فوریه سال ۱۹۸۶ در جمله‌گروهِ رهبرانی بود که اتحادیه مرکزی کارگران کلمبیا را روح و روان بخشید و در ۱۵ نوامبر همان سال به جمعی از ۱۸۰۰ نمایندگانی پیوست که به نمایندگی از ۴۵ فدراسیون و ۶۰۰ اتحادیه در بوگوتا گردهم آمدند تا اعلامیه اصول را امضاء نموده و بزرگ‌ترین کنفدرسیون اتحادیه کارگری کلمبیا را رونق بخشند. پس از تکمیل و پایان این مأموریت، او در دانشگاه جاویارانا و هم‌چنین بوگوتا به تحصیل پرداخت و سرانجام فارغ‌التحصیل شد.